# Bovo-Buch

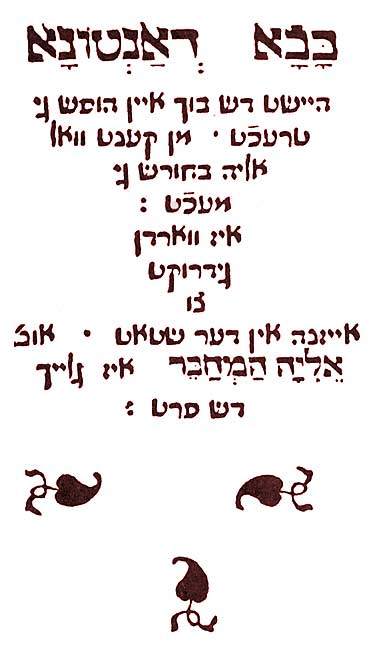
Titelseite des Bovo-Buches, um 1541. Umschrift: Bovo d’Antona haysst das Buch… men kennt wol Elia Bachurs gmacht… is werden gedrukt zu Isny in der Stadt…

Das Bovo-Buch (jiddisch בָּבָא-בּוּך, בּוֹבוֹ-בּוּך) von Elijah Levita ist der bekannteste Ritterroman auf Jiddisch. Das Buch entstand 1507–1508 und wurde 1541 in Isny als erste nicht-religiöse Publikation in dieser Sprache gedruckt. Es besteht aus 650 Stanzen und gilt nach dem amerikanischen Literaturwissenschaftler Sol Liptzin „allgemein als das außergewöhnlichste poetische Werk im Alt-Jiddischen.“ Aus sprachwissenschaftlicher Perspektive liegt allerdings eine mitteljiddische Varietät vor.
Der Name des Protagonisten ist aus dem anglonormannischen Roman Bevis of Hampton aus dem 14. Jahrhundert abgeleitet und wurde in einer italienischen, mehrfach aufgelegten Übertragung mit Buovo d’Antona wiedergegeben.
In den folgenden Jahrhunderten erlebte der Roman mindestens 40 Neuauflagen und galt als Lieblingsbuch jüdischer Frauen. Der Buchtitel wurde im 18. Jahrhundert zu Bove-maysse, später zu Bobe maysse im Sinne von „Großmutter-Erzählungen“, d. h. „Ammenmärchen“ abgewandelt.

## Handlung
Bovos junge Mutter wird Teil einer Verschwörung, um ihren Ehemann, den alten König, auf der Jagd zu töten. Die Verschwörung läuft wie geplant, und sie heiratet daraufhin seinen Mörder. Das Paar befürchtet, dass Bovo den Tod seines Vaters rächen wird, sobald er erwachsen wird, und versucht deshalb erfolglos, ihn zu vergiften. Als Jugendlicher flieht Bovo aus Antona, wird entführt und nach Flandern gebracht. Er dient dem flandrischen König als Stallknecht, und die Königstochter Drusiana verliebt sich in ihn. 
Der heidnische Sultan von Babylon kommt mit zehntausend Kriegern am flandrischen Hof an. Er fordert, dass Drusiana seinen hässlichen Sohn Luzifer heiratet – und wird abgewiesen. Im darauffolgenden Krieg gerät der König von Flandern in Gefangenschaft. Auf seinem Zauberpferd Pumele, ausgerüstet mit dem magischen Schwert Rundele, besiegt Bovo die Armee des Königs von Babylon, erschlägt Luzifer, befreit den König von Flandern und erhält die Hand von Drusiana versprochen. Er wird jedoch nach Babylon entführt, wo er ein Jahr lang in Gefangenschaft bleibt, bis er flüchten kann. Inzwischen glaubt Drusiana, dass Bovo nicht mehr unter den Lebenden weilt, und willigt ein, den Ritter Macabrun zu heiraten.
Am Hochzeitstag von Drusiana und Macabrun erscheint Bovo als Bettler verkleidet. Er flieht mit Drusiana vor Macabrun, der ihnen folgt, zuerst in den Palast, dann in den Wald. Mitten im Wald bringt Drusiana Zwillinge zur Welt.
Nun versucht Bovo einen Weg zurück nach Flandern zu finden. Drusiana kommt zum Schluss, Bovo sei einem Löwen zum Opfer gefallen. Sie zieht allein mit ihren Zwillingen los und gelangt glücklich nach Flandern. Nachdem der umherirrende Bovo weder Drusiana noch die Zwillinge gefunden hat, glaubt er seinerseits, dass sie einem wilden Tier zum Opfer gefallen sind. In seiner Verzweiflung schließt er sich einer Armee an, die sein heimatliches Antona belagert. Er tötet seinen Stiefvater, schickt die Mutter ins Kloster und fordert die Krone, die ihm zusteht. Der Roman endet mit der Wiedervereinigung mit Drusiana, die seine Königin wird.

## Moderne Ausgaben
- Max Weinreich veröffentlichte 1931 in dem von ihm mitgegründeten YIVO einen Bericht über ein Exemplar der Erstausgabe des Bovo-Buches, das er in der Zentralbibliothek Zürich gefunden hatte.[1]
- Bovo d’Antona by Elye Bokher. A Yiddish Romance. A Critical Edition with Commentary. Hrsg. von Claudia Rosenzweig. Brill, Leiden/Boston 2016 (= Studies in Jewish History and Culture 49), ISBN 978-9-004306-84-4.
- Elia Levita Bachur’s Bovo-Buch: A Translation of the Old Yiddish Edition of 1541 with Introduction and Notes. Englische Übersetzung und Anmerkungen von Jerry C. Smith. Fenestra Books 2003. ISBN 1-58736-160-4.
- Elia Levita Bachur, Bovo d’Antona. Erstmalig ins Deutsche übersetzt und mit einem ausführlichen Nachwort von Florian Kragl, Anton Hiersemann Verlag, Stuttgart, 2023. ISBN 978-3-7772-2323-0